# Con de calcita flotant

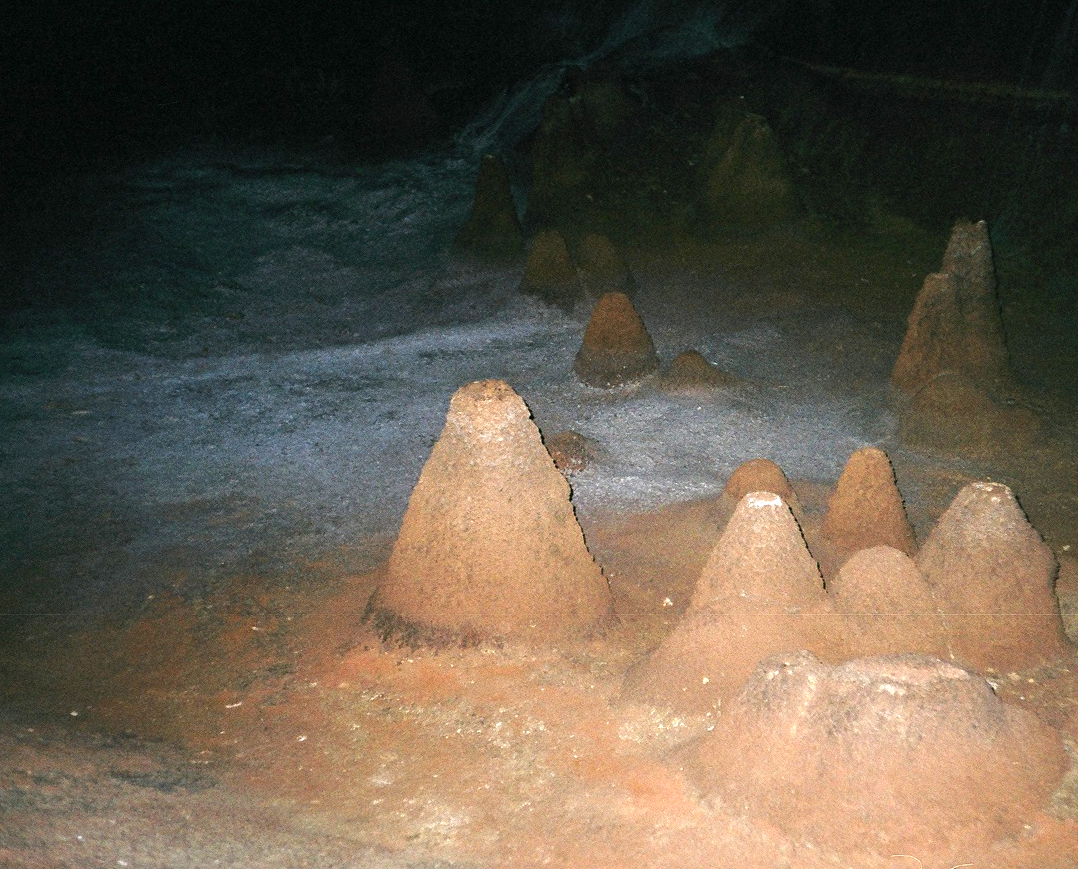
Cons a la Gruta da Torrinha, Chapada Diamantina, Bahia, Brasil

Un con de calcita flotant és un tipus d'espeleotema subaquàtic que es forma a partir de la calcita flotant quan el freqüent degoteig sobre la superfície del llac o gour provoca l'enfonsament puntual de les làmines que s'estaven formant arran d'aigua. Els espeleotemes resultants tenen forma cònica, són semblants a estalagmites, encara que mostren molta porositat i escassa consistència, segons el seu grau de cimentació, així com dimensions variables i puntes més agudes que les autèntiques estalagmites.